# سرویس اطلاعات ملی عراق
سرویس اطلاعات ملی عراق (انگلیسی: Iraqi National Intelligence Service) یک آژانس اطلاعاتی زیرمجموعه دولت عراق است، که در سال ۲۰۰۴ توسط حکومت ائتلاف موقت عراق تأسیس شد.